# Hjalmar Lundin

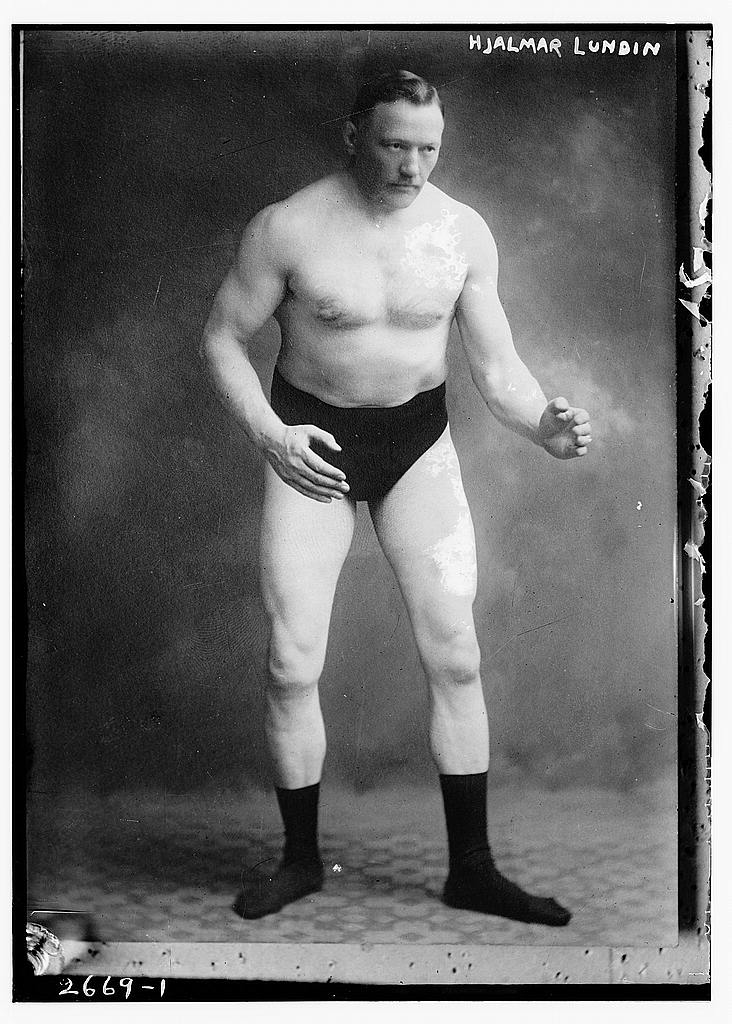
Hjalmar Lundin cirka 1913

Hjalmar Lundin, född 1871, död 1941, var en svensk brottare från Roslagen.
Han var en av pionjärerna inom svensk brottning och tävlade på internationell nivå i USA. Såsom många andra flyttade han till USA. Hjalmar Lundin blev mest känd för sin naturliga styrka och för sina meriter inom proffsbrottningen. Senare öppnade han en egen biljardhall och blev boxningstränare.